# Шимечка, Михал
Михал Шимечка (словац. Michal Šimečka; род. 10 мая 1984, Братислава) — словацкий журналист, исследователь и политический деятель. Соучредитель и лидер с 2022 года социал-либеральной партии «Прогрессивная Словакия». Заместитель председателя Национального совета Словакии с 25 октября 2023 года. В прошлом — вице-президент Европейского парламента (2022—2023) и депутат Европейского парламента (2019—2023), вице-президент фракции «Обновляя Европу» (2020—2021).

## Биография
Родился 10 мая 1984 года в Братиславе в Чехословакии.
Шимечка — сын журналиста Мартина Милана Шимечки (род. 1957) и внук философа, писателя и диссидента Милана Шимечки (1930—1990). 
Шимечка получил степень бакалавра политических наук и международных отношений в Карловом университете в Праге в 2006 году. Затем он получил степень магистра по изучению России и Восточной Европы в Колледже Святого Антония Оксфордского университета в 2008 году, а затем перешёл в колледж Наффилд, где в 2012 году получил степень доктора философии по политике и международным отношениям.
Шимечка был репортёром словацкой газеты SME с 2002 по 2004 год, затем Financial Times с 2004 по 2006 год.
С 2007 по 2010 год работал аналитиком политических рисков в компании Exclusive Analysis в Лондоне.
В 2010 году — приглашенный лектор Карлов университета в Праге, в 2011 году — приглашенный лектор Университета имени Я. А. Коменского в Братиславе.
С 2011 по 2014 год он был советником по внешней политике в Европейском парламенте. Шимечка также работал в Центре исследований европейской политики в Брюсселе с 2013 года. В 2015—2017 годах — старший научный сотрудник Института международных отношений в Праге и советник министра иностранных дел Чехии Любомира Заоралека.

## Политическая карьера

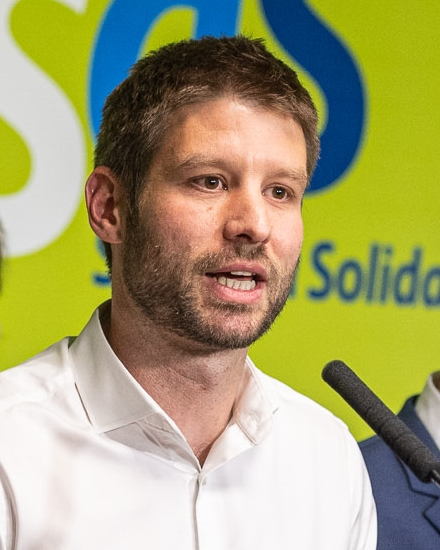
Михал Шимечка в 2022 году

В 2017 году Шимечка стал сооснователем партии «Прогрессивная Словакия», стал членом правления и директором по политике. В 2019 году избран заместителем председателя.
По результатам выборов в Европейский парламент 2019 года избран депутатом. В парламенте Шимечка входил в комитет по гражданским свободам, правосудию и внутренним делам (2019—2022). В дополнение к своим назначениям в комитетах, он входит в состав парламентских делегаций в Комитете парламентской ассоциации Украина — ЕС и в Парламентской ассамблее Евронест. Он также является членом Межгруппы Европейского парламента по правам ЛГБТ и Межгруппы Европейского парламента по традиционным меньшинствам, национальным общинам и языкам. С 18 января 2022 года являлся членом Бюро Европарламента.
Являлся членом фракции «Обновляя Европу», с 12 января 2020 года по 18 октября 2021 года Шимечка занимал должность заместителя председателя парламентской группы «Обновляя Европу» под руководством председателя Дачьана Чолоша.
В ноябре 2019 года Шимечка был избран докладчиком по созданию механизма ЕС по вопросам демократии, верховенства закона и основных прав. В октябре 2020 года он представил своё предложение о механизме, объединяющем несколько инструментов для мониторинга соблюдения верховенства закона и европейских ценностей, которое получило поддержку большинства в Европейском парламенте. Шимечка утверждал, что ЕС должен делать больше для борьбы со злоупотреблениями финансированием ЕС, написав, что «неявная сделка между чистыми вкладчиками и чистыми получателями — мы платим за доступ к рынку, вы можете свободно злоупотреблять средствами» должна прекратиться.
7 мая 2022 года был избран председателем партии «Прогрессивная Словакия», сменив Ирену Бихариову. Он получил 152 голоса из 156 возможных.
По результатам парламентских выборов 30 сентября 2023 года «Прогрессивная Словакия» получила 32 мандата. 16 октября Шимечка ушёл с поста вице-президента Европейского парламента, 24 октября покинул Европейский парламент. На учредительном собрании 25 октября Шимечка избран заместителем председателя Национального совета Словакии от оппозиции. На тайном голосовании за Шимечку проголосовали 92 депутата, против — 29, воздержался — 21.

## Личная жизнь
Живёт в Братиславе со своей партнёршей, танцовщицей Соней Ферьенчиковой (Soňa Ferienčíková; род. 1987) и их дочерью Таней (род. 2020).